# Margarita Aliger
Margarita Iosofvna Aliger (Odessa, 7 ottobre 1915 – Peredelkino, 1º agosto 1992) è stata una poetessa russa.
Cantò nelle sue opere l'entusiasmo dei compagni sovietici e l'eroismo partigiano.

## Opere
- 1938: L'anniversaire
- 1938: Cet hiver là
- 1939: Train
- 1940: Les pierres et l'herbe
- 1940: Lyrique
- 1942: Zoïa Kosmodemianskaïa
- 1942: Printemps à Léningrad, titre d'un poème
- 1946: Votre victoire
- 1946: À quoi sert arracher d'un mot juste, titre d'un poème
- 1947: Livre noir, participation avec 39 autres écrivains à ce recueil de textes et de témoignages réunis par Ilya Ehrenbourg et Vassili Grossman édité seulement en 1997
- 1953: Les Monts Lénine
- 1954: Lettre à un ami, titre d'un poème
- 1967: Vers